# 蕭淳
蕭淳（1564年—？），號念野，直隸撫山衛籍，山西繁峙縣人，明朝政治人物。

## 生平
萬曆十九年（1591年）辛卯科順天府鄉試舉人。萬曆二十年（1592年），登壬辰科第三甲第三十二名進士，刑部觀政，六月授山東茌平縣知縣，二十七年丁憂。三十三年仕至浙江道御史，三十四年巡按辽东，巡按山东，三十八年养病。三十九年考察，卒。

## 家族
曾祖蕭文象；祖父蕭宣；父蕭登鉉（蕭鉞）。